# Marcelo Fernández
Marcelo Fabián Fernández Benítez (Itá, 25 ottobre 2001) è un calciatore paraguaiano, attaccante del Libertad.

## Caratteristiche tecniche
Predilige giocare come seconda punta alle spalle di un centravanti.

## Carriera

### Club
Fernández è cresciuto nel settore giovanile del Libertad, dove ha debuttato in prima squadra il 16 agosto 2021 nell'incontro di División Profesional pareggiato 3-3 contro il 12 de Octubre. Nel gennaio del 2022 è stato ceduto in prestito al Tacuary dove ha ha giocato con maggior continuità, realizzando 6 gol nel corso della stagione.
Nel 2023 è rientrato al Libertad che lo ha confermato in prima squadra.

### Nazionale
Ha giocato nella nazionale paraguaiana Under-23.

## Statistiche

### Presenze e reti nei club
Statistiche aggiornate al 19 luglio 2024.
| Stagione        | Squadra         | Campionato      | Campionato | Campionato | Coppe nazionali | Coppe nazionali | Coppe nazionali | Coppe continentali | Coppe continentali | Coppe continentali | Altre coppe | Altre coppe | Altre coppe | Totale | Totale | Totale |
| Stagione        | Squadra         | Comp            | Pres       | Reti       | Comp            | Pres            | Reti            | Comp               | Pres               | Reti               | Comp        | Pres        | Reti        | Pres   | Reti   |        |
| --------------- | --------------- | --------------- | ---------- | ---------- | --------------- | --------------- | --------------- | ------------------ | ------------------ | ------------------ | ----------- | ----------- | ----------- | ------ | ------ | ------ |
| 2021            | Libertad        | PD              | 4          | 0          | CP              | 0               | 0               | CL+CS              | 0+1                | 0                  |             | -           | -           | 5      | 0      |        |
| 2022            | Tacuary         | PD              | 37         | 6          | CP              | 0               | 0               |                    | -                  | -                  |             | -           | -           | 37     | 6      |        |
| 2023            | Libertad        | PD              | 18         | 0          | CP              | 0               | 0               | CL+CS              | 1+1                | 0                  |             | -           | -           | 20     | 0      |        |
| 2024            | Libertad        | PD              | 5          | 2          | CP              | 0               | 0               | CL+CS              | 2+0                | 0                  |             | -           | -           | 7      | 2      |        |
| Totale carriera | Totale carriera | Totale carriera | 64         | 8          |                 | 5               | 3               |                    | 5                  | 0                  |             | -           | -           | 74     | 11     |        |

## Palmarès

### Club

#### Competizioni nazionali
- Campionato paraguaiano: 3

Libertad: 2021 (Apertura), 2023 (Apertura), 2023 (Clausura)
- Copa Paraguay: 2

Libertad: 2023, 2024